# Ostowo (Gmina Somonino)
Ostowo [pronunciación en polaco: /ɔsˈtɔvɔ/] es un asentamiento en el distrito administrativo de Gmina Somonino, dentro del Distrito de Kartuzy, Voivodato de Pomerania, en el norte de Polonia. Se encuentra aproximadamente 7 kilómetros al oeste de Somonino, 10 kilómetros al suroeste de Kartuzy, y 36 kilómetrosal oeste de la capital regional, Gdańsk.
Para detalles de la historia de la región, véase Historia de Pomerania.